# Jérôme Goldet
Pour les articles homonymes, voir Goldet.
Jérôme Goldet est un guitariste, bassiste et contrebassiste français né en 1968 à Boulogne-Billancourt.

## Biographie
Cofondateur et guitariste de la première formation de Vercoquin, c’est en tant que bassiste qu’il entame sa carrière en rejoignant le groupe de Rhythm and blues, "the Jane X band". Il y joue aux côtés du guitariste et leader Gordon Russell (ex Dr. Feelgood) qui décide finalement de quitter le groupe. Pour le remplacer, Jérôme présente un jeune guitariste rencontré au hasard d’une fête de la musique, Matthieu Chédid. Leur complicité artistique perdure aujourd’hui.
En studio, dès les années 1990 il collabore avec des artistes emblématiques telles que Lio (Wandatta) et Guesch Patti (Blonde ; Dernières nouvelles). 

Aimant naviguer entre les genres, apprécié pour sa palette nuancée, sa créativité et ses talents multiples, Jérôme Goldet s’illustre sur de nombreux albums en qualité de bassiste (-M-, Vanessa Paradis, Mamani Keita, Albin de la Simone…), de contrebassiste (Arthur H, Emily Loizeau…), d’arrangeur (La Mélodie de Vanessa Paradis), ou de compositeur (dont La Bonne Étoile avec -M-).
Sur scène, il accompagne Arthur H depuis 2006, suit Mamani Keita jusqu’au Mali, rejoint l’ultime formation des Rita Mitsouko (tournée 2007/08), et embarque pour le Divinidylle Tour de Vanessa Paradis avec -M-, Albin de la Simone, Patrice Renson et François Lasserre.
Par ailleurs, il n’hésite pas à s’aventurer sur des projets plus confidentiels, voire expérimentaux. En 2007 il improvise la musique d'une série de documentaires animaliers avec Albin de la Simone, Mathieu Boogaerts, et Fabrice Moreau : La Symphonie Animale.
Activement proche du jeune groupe Hangar depuis 2007, il vient de coréaliser leur premier album, dont la sortie est prévue pour début 2011.
En avril 2015, il joue, aux côtés de Grégoire Gouby, le rôle de "Marc" ; un homme violent, battant sa femme, dans le court-métrage "L'antre de ma vie", réalisé par Nassira Feghoul et Stéphane de Freitas.

## Discographie

### Participations
- 2009 : David Walters – Home (basse)
- 2008 : Vanessa Paradis – Divinidylle Tour DVD (basse, contrebasse)
- 2008 : Vanessa Paradis – Divinidylle Tour CD (basse, contrebasse)
- 2008 : Arthur H – L’Homme du Monde (basse, contrebasse)
- 2007 : Vanessa Paradis – Divinidylle (basse, contrebasse)
- 2007 : Le Soldat Rose –  conte musical (basse, chœur)
- 2006 : Adrienne Pauly – Adrienne Pauly (basse, contrebasse)
- 2006 : Mamani Keita – Yelema (basse, contrebasse)
- 2006 : Sébastien Martel – Coitry ? (basse)
- 2006 : Pascal Parisot – Clap ! Clap ! (basse)
- 2006 : Adanowsky – Étoile Éternelle (basse)
- 2005 : Arthur H – Adieu Tristesse (basse, contrebasse)
- 2005 : Arthur H – Show Time CD et DVD musical (duo avec Arthur H)
- 2005 : Kent – Bienvenue au Club (basse, arrangement)
- 2005 : Albin de la Simone – Je Vais Changer (basse)
- 2005 : Emily Loizeau – L’Autre Bout du Monde (contrebasse, arrangement)
- 2005 : Marianne James – Marianne James (composition)
- 2004 : Camille – Un Sac de Filles (composition)
- 2003 : -M- – Qui de Nous Deux (basse)
- 2003 : Thierry Stremler – Merci pour l’enquête (guitare, chœur)
- 2002 : Saez – God Blesse (basse)
- 2000 : Guesch Patti – Dernières Nouvelles (basse)
- 1995 : Guesch Patti – Blonde (basse)
- 1992 : Lio – Wandatta (basse)

## Tournées et concerts
- Arthur H (09-10)
- Vanessa Paradis (07-08)
- Rita Mitsouko (07-08)
- Arthur H (06)
- Mamani Keita (07)